# Курасовка (Липецкая область)
Кура́совка — деревня Домовинского сельсовета Измалковского района Липецкой области.

## История и название
В описи 1592 г. значилось: «сторожа от Ельца… особая на Новосильской дороге, верх Воргольского леса». Станичниками этой сторожи и была основана д. Курасовка.

## Население
| 2010 |
| ---- |
| 7    |